# Dąbrówka (powiat piski)
Dąbrówka (niem. Dombrowken, 1929–1945 Eichendorf) – wieś w Polsce, położona w województwie warmińsko-mazurskim, w powiecie piskim, w gminie Orzysz.
W latach 1954–1972 wieś należała i była siedzibą władz gromady Dąbrówka. W latach 1975–1998 wieś należała administracyjnie do województwa suwalskiego.
Wieś położona w połowie drogi między Orzyszem a Mikołajkami. Urzędową nazwą wsi obowiązującą na początku XX wieku była dawna nazwa polska (zniekształcona jedynie przez dodanie końcówki -en) Dombrowken i dopiero w dniu 16 lipca 1938 roku ówczesna niemiecka władza nazistowska Prus Wschodnich dokonała zmiany historycznej nazwy Dombrowken na Eichendorf.
Dąbrówka to wieś rolnicza. Biblioteka istnieje od 1955 roku, podobnie świetlica i zespół muzyczny. Do roku 1962 we wsi było kino. Od 1964 działał „Klub Rolnika”. We wsi plac zabaw dla dzieci i boisko, szkoła.

## Integralne części wsi
| SIMC    | Nazwa         | Rodzaj    |
| ------- | ------------- | --------- |
| 0438423 | Dąbrówka Mała | część wsi |
| 0763896 | Kępa          | część wsi |
| 1047392 | Koziaki       | część wsi |

## Historia
Wieś wzmiankowana już w pierwszej połowie XV wieku, jej obszar obejmował wtedy 70 włók. Dan w Rastemborku w środę po niedzieli wstępnej 1488 r. Lokowana przez zakon krzyżacki na prawie chełmińskim.
Zasadźcy z okręgów przygranicznych udawali się zazwyczaj na Mazowsze i tam werbowali osadników. Sołtys otrzymywał dziedzicznie kilka włók ziemi wolnej od czynszu, przeważnie 10% obszaru wsi, oraz sądownictwo niższe nad ludnością. Do niego należały dochody z tego sądownictwa, a czasem dodatkowo jedna trzecia z sądownictwa wyższego sprawowanego przez Zakon. Ciążył na nim obowiązek służby wojskowej w lekkiej zbroi. Zaliczano go do tej samej kategorii co posiadaczy majątków służebnych. Do obowiązków sołtysa należało sprawowanie władzy policyjnej na wsi, dbanie o bezpieczeństwo jej mieszkańców, utrzymywanie porządku, ściąganie czynszów i odprowadzanie ich do kasy Zakonu, prawdopodobnie także ściąganie dziesięciny dla proboszcza.
Po upływie okresu wolnizny chłopi wsi czynszowych musieli płacić ustalony czynsz, którego nie wolno było podwyższać, a ponadto dostarczać płużne w tej samej wysokości co majątki oraz pełnić szarwark. Czynsz był dziedziczny i wynosił najczęściej 0,5 grzywny i dwie kury rocznie od każdej włóki. Chłopi czynszowi byli poddanymi Zakonu, a później księcia, którego przedstawicielem we wsi był sołtys. W Dąbrówce mieszka 1539 r. sama ludność Polska. W roku 1570 sołtysem był Mikołaj Pluskwa.
W latach 1709–1710 na terenach Prus epidemia dżumy pochłonęła tysiące ofiar. W wyniku tej epidemii ucierpiało bardzo starostwo piskie. W Dąbrówce zmarło wtedy większość mieszkańców wsi.
W 1737 roku w związku z reformą rolnictwa założono tu pierwszą szkołę, która do 1919 roku pozostawała pod kontrolą duchowieństwa. W szkołach wiejskich powiatu piskiego do końca XVIII wieku uczono wyłącznie po polsku.
W 1939 według spisu powszechnego wieś zamieszkiwało 778 osób.
Armia Radziecka dotarła do Dąbrówki 20 stycznia 1945 roku.
Wieś kolonizowana była osadnikami z centralnej Polski. 17 października 1946 roku naukę w trzyklasowej szkole podstawowej rozpoczęło 43 dzieci. Rok później zorganizowano cztery klasy z 72. dzieci. W 1958 roku 130 uczniów przeniosło się do nowo wybudowanej szkoły, w budynku tym obecnie mieści się Zespół Szkół.